# دول جبال الألب

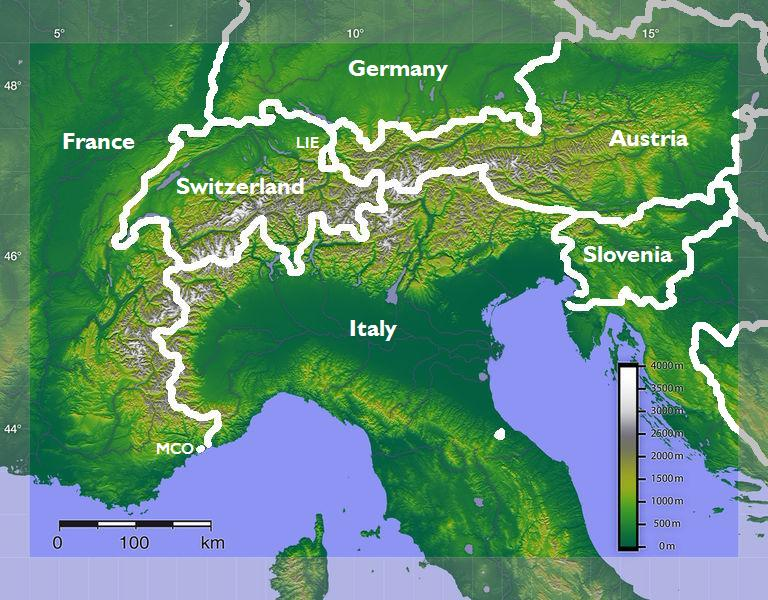
جبال الألب مع الحدود الدولية

يشير مصطلح «دول جبال الألب» أو «بلدان جبال الألب» إلى أراضي ثماني دول تلتقي بمنطقة جبال الألب، على النحو المحدد في اتفاقية جبال الألب لعام 1991: النمسا وفرنسا وألمانيا وإيطاليا وليختنشتاين وموناكو وسلوفينيا وسويسرا. تضم هذه المنطقة 83 قسمًا إداريًا محليًا مكونًا من 3 وحدات إقليمية للإحصاء وحوالي 6200 بلدية.
بمعنى ضيق، يمكن تطبيق المصطلح «دول جبال الألب» على النمسا (28.7 ٪ من المساحة الكلية) وإيطاليا (27.2 ٪) وفرنسا (21.4 ٪)، والتي تمثل أكثر من 77 ٪ من أراضي جبال الألب وأكثر من ثلاثة أرباع سكان جبال الألب. ومع ذلك، فإن حصة جبال الألب في مناطق الدولة الإيطالية والفرنسية الأكبر لا تتجاوز 17 ٪ و7 ٪ على التوالي. من وجهة نظر وطنية بحتة، وباستثناء الدولتين الصغيرتين ليختنشتاين وموناكو، تسيطر جبال الألب على بلدين فقط: النمسا (65.5٪ من أراضيها) وسويسرا (65٪).